# Japan Football League 1992
La stagione 1992 è stata la prima edizione della Japan Football League, secondo livello del campionato giapponese di calcio.

## Squadre partecipanti

### Allenatori
Division 1
| Club          | Allenatore         |
| ------------- | ------------------ |
| Hitachi       | Hiroyuki Usui      |
| Fujita        | Mitsuru Komaeda    |
| Fujitsu       | Shigeo Yaegashi    |
| Honda Motor   | Masataka Imai      |
| NKK           | Toshio Matsuura    |
| Otsuka Pharma | Kunio Yamade       |
| Tokyo Gas     | Kimiyoshi Watanabe |
| Toshiba       | Takeo Takahashi    |
| Yamaha Motors | Kazuaki Nagasawa   |
| Yanmar Diesel | Daishirō Yoshimura |

Division 2
| Club           | Allenatore      |
| -------------- | --------------- |
| Chūō Bōhan     | Yoshio Kikugawa |
| Cosmo Oil      | Makoto Sugimoto |
| Kawasaki Steel | Élcio           |
| Kofu Club      | Teruo Fukusawa  |
| Kyoto Shiko    | Koji Kurusu     |
| NTT Kanto      | Takashi Shimizu |
| Osaka Gas      | Sconosciuto     |
| Seino          | Sconosciuto     |
| Tanabe Pharma  | Sconosciuto     |
| Toho Titanium  | Sconosciuto     |

## Classifiche

### JFL Division 1
|  | Pos. | Squadra       | Pt | G  | V  | N | P  | GF | GS | DR  |
|  | ---- | ------------- | -- | -- | -- | - | -- | -- | -- | --- |
|  | 1.   | Yamaha Motors | 44 | 18 | 13 | 5 | 0  | 37 | 6  | +31 |
|  | 2.   | Hitachi       | 40 | 18 | 12 | 4 | 2  | 37 | 19 | +18 |
|  | 3.   | Fujita        | 31 | 18 | 9  | 4 | 5  | 37 | 22 | +15 |
|  | 4.   | Yanmar Diesel | 24 | 18 | 7  | 3 | 8  | 23 | 19 | +4  |
|  | 5.   | Toshiba       | 23 | 18 | 6  | 5 | 7  | 30 | 29 | +1  |
|  | 6.   | Fujitsu       | 20 | 18 | 5  | 5 | 8  | 19 | 27 | -8  |
|  | 7.   | Tokyo Gas     | 20 | 18 | 5  | 5 | 8  | 22 | 34 | -12 |
|  | 8.   | Otsuka Pharma | 18 | 18 | 4  | 6 | 8  | 17 | 29 | -12 |
|  | 9.   | Honda Motor   | 16 | 18 | 4  | 4 | 10 | 19 | 36 | -17 |
|  | 10.  | NKK           | 11 | 18 | 2  | 5 | 11 | 12 | 32 | -20 |

Legenda:

      Retrocedono in Japan Football League Division 2 1994

Note:
Tre punti a vittoria, uno a pareggio, zero a sconfitta.

### JFL Division 2
|  | Pos. | Squadra        | Pt | G  | V  | N | P  | GF | GS | DR  |
|  | ---- | -------------- | -- | -- | -- | - | -- | -- | -- | --- |
|  | 1.   | Chūō Bōhan     | 38 | 18 | 12 | 2 | 4  | 46 | 21 | +25 |
|  | 2.   | Kyoto Shiko    | 37 | 18 | 11 | 4 | 3  | 39 | 17 | +22 |
|  | 3.   | Kawasaki Steel | 35 | 18 | 11 | 2 | 5  | 32 | 17 | +15 |
|  | 4.   | Cosmo Oil      | 30 | 18 | 9  | 3 | 6  | 26 | 21 | +5  |
|  | 5.   | Kofu Club      | 28 | 18 | 9  | 1 | 8  | 26 | 29 | -3  |
|  | 6.   | NTT Kanto      | 22 | 18 | 5  | 7 | 6  | 24 | 20 | +4  |
|  | 7.   | Seino          | 19 | 18 | 4  | 7 | 7  | 20 | 29 | -9  |
|  | 8.   | Toho Titanium  | 14 | 18 | 2  | 8 | 8  | 9  | 19 | -10 |
|  | 9.   | Tanabe Pharma  | 14 | 18 | 3  | 5 | 10 | 17 | 32 | -15 |
|  | 10.  | Osaka Gas      | 12 | 18 | 3  | 3 | 12 | 14 | 48 | -34 |

Legenda:

      Promossa in Japan Football League Division 1 1994

      Retrocessa in Japan Regional League 1993

Note:
Tre punti a vittoria, uno a pareggio, zero a sconfitta.
Tanabe Pharma retrocede a causa della peggiore differenza reti rispetto al Toho Titanium

## Statistiche

### Primati stagionali
| Record della Division 1 - Maggior numero di vittorie: Yamaha Motors (13) - Minor numero di sconfitte: Yamaha Motors (0) - Miglior attacco: Yamaha Motors, Hitachi e Fujita (37) - Miglior difesa: Yamaha Motors (6) - Miglior differenza reti: Yamaha Motors (+31) - Maggior numero di pareggi: Otsuka Pharma (6) - Minor numero di pareggi: Yanmar Diesel (3) - Maggior numero di sconfitte: NKK (11) - Minor numero di vittorie: NKK (2) - Peggior attacco: NKK (12) - Peggior difesa: Honda (36) - Peggior differenza reti: NKK (-34) | Record della Division 2 - Maggior numero di vittorie: Chūō Bōhan (12) - Minor numero di sconfitte: Kyoto Shiko (3) - Miglior attacco: Chūō Bōhan (46) - Miglior difesa: Kyoto Shiko e Kawasaki Steel (17) - Miglior differenza reti: Chūō Bōhan (+25) - Maggior numero di pareggi: Toho Titanium (8) - Minor numero di pareggi: Kofu Club (1) - Maggior numero di sconfitte: Osaka Gas (12) - Minor numero di vittorie: Toho Titanium (2) - Peggior attacco: Toho Titanium (9) - Peggior difesa: Osaka Gas (48) - Peggior differenza reti: Osaka Gas (-34) |

### Classifica marcatori
| Gol |  |  | Giocatore           | Squadra       |
| --- |  |  | ------------------- | ------------- |
| 13  |  |  | Masashi Nakayama    | Yamaha Motors |
| 13  |  |  | Wagner Lopes        | Hitachi       |
| 11  |  |  | Kōji Noguchi        | Fujita        |
| 11  |  |  | Jorge Molton Villar | Toshiba       |

| Gol |  |  | Giocatore         | Squadra     |
| --- |  |  | ----------------- | ----------- |
| 18  |  |  | Néstor Piccoli    | Chūō Bōhan  |
| 16  |  |  | Takahiro Endo     | Chūō Bōhan  |
| 14  |  |  | Gilberto da Silva | Kyoto Shiko |